# Ctenophyllum
Ctenophyllum là một chi thực vật có hoa trong họ Đậu.